# شب یلدا
شب یَلدا یا شب چلّه یکی از جشن‌های ایرانی است. در این جشن، طی شدن بلندترین شب سال و به دنبال آن بلندتر شدن طول روزها در نیم‌کرهٔ شمالی، که مصادف با انقلاب زمستانی است، گرامی داشته می‌شود. شب چله از غروب آفتاب ۳۰ آذر (آخرین روز پاییز) آغاز می‌شود و تا طلوع آفتاب ۱ دی (نخستین روز زمستان) ادامه می‌یابد. خانواده‌های ایرانی معمولاً در این شب، انواع میوه‌ها و رایج‌تر از همه هندوانه و انار و خرمالو را مهیا و دور هم میل می‌کنند. شاهنامه‌خوانی و قصه‌گویی بزرگان خانواده برای دیگر اعضای خانواده و همچنین فال‌گیری با دیوان حافظ نیز رایج است. شب چله در نیمکرهٔ جنوبی برخلاف نیم‌کرهٔ شمالی کوتاه‌ترین شب سال است.

## ریشهٔ نام
«یلدا» برگرفته از واژهٔ سریانی ܝܠܕܐ به‌معنای زایش است. ابوریحان بیرونی از این جشن با نام «میلاد اکبر» نام برده و منظور از آن را «میلاد خورشید» دانسته است. در آثارالباقیه بیرونی، از روز اول دی ماه، با عنوان «خور» نیز یاد شده است. در قانون مسعودی نسخهٔ موزه بریتانیا در لندن، «خُره روز» ثبت شده، اگرچه در برخی منابع دیگر «خرم روز» نامیده شده است.
واژه «شب چله» یا «شب چله کلان» هم که در فرهنگ عامه مردم مترادف با شب یلدا بکار می‌رود از آن روست که چهل روز اول زمستان را «چله بزرگ» و بیست روز بعد از آن را «چله کوچک» نامیده‌اند. و در قدیم گاهشمار باستانی در بین کشاورزان تقسیم‌بندی چهل داشته است.
چلّه، دو موقعیت گاه‌شمار در طول یک سال خورشیدی با کارکردهای فرهنگ عامه، یکی در آغاز تابستان (تیرماه) و دیگری در آغاز زمستان (دی‌ماه)، هریک متشکل از دو بخش بزرگ (چهل روز) و کوچک (بیست روز) است. واژهٔ چلّه برگرفته از چهل و مخفف «چهله» و صرفاً نشان‌دهندهٔ گذشت یک دورهٔ زمانی معین (و نه الزاماً چهل روزه) است.

## پیشینه
شب یلدا در گاهشماری ایرانیان باستان از سال ۵۰۲ پیش از میلاد در زمان داریوش یکم به تقویم رسمی ایرانیان باستان راه یافت. چله و جشن‌هایی که در این شب برگزار می‌شود، یک سنت باستانی است. مردم روزگاران دور و گذشته، که کشاورزی، بنیان زندگی آنان را تشکیل می‌داد و در طول سال با سپری شدن فصل‌ها و تضادهای طبیعی خوی داشتند، بر اثر تجربه و گذشت زمان توانستند کارها و فعالیت‌های خود را با گردش خورشید و تغییر فصول و بلندی و کوتاهی روز و شب و جهت و حرکت و قرار ستارگان تنظیم کنند.
مردم در جغرافیای ایران به‌ویژه در حوزه تمدن زاگرس رافدین بیش از سه هزار سال پیش با پدیده‌های خورشیدی مانند بزرگ‌ترین شب- بزرگ‌ترین روز - اعتدال بهاری و اعتدال پاییزی آشنا بودند. و از یک دوره ای این ایام ویژه یا پدیده خورشیدی جنبه تقدس و دینی به خود گرفته است.
مردم به‌ویژه در تمدن زاگرس رافدین در دوره یکجانشینی (شهرنشینی) متوجه شدند که در بعضی ایام و فصول روزها بسیار بلند می‌شود و در نتیجه در آن روزها، از روشنی و نور خورشید بیشتر می‌توانستند استفاده کنند. این اعتقاد پدید آمد که نور و روشنایی و تابش خورشید نماد نیک و موافق بوده و با تاریکی و ظلمت شب در نبرد و کشمکشند. مردم دوران باستان و از جمله اقوام آریایی، از هند و ایرانی - هند و اروپایی، دریافتند که کوتاه‌ترین روزها، آخرین روز پاییز و شب اول زمستان است و بلافاصله پس از آن روزها به تدریج بلندتر و شب‌ها کوتاهتر می‌شوند، از همین رو آن را شب زایش خورشید (مهر) نامیده و آن را آغاز سال قرار دادند کریسمس مسیحیان نیز ریشه در همین اعتقاد دارد. در دوران کهن فرهنگ اوستایی، سال با فصل سرد شروع می‌شد و در اوستا، واژه «سَرِدَ» (Sareda) یا «سردَ» (Saredha) که مفهوم «سال» را افاده می‌کند، خود به معنای «سرد» است و این به معنی بشارت پیروزی اورمزد بر اهریمن و روشنی بر تاریکی است.
در برهان قاطع ذیل واژه «یلدا» چنین آمده است:
یلدا، شب اول زمستان و شب آخر پاییز است که اول جَدی و آخر قوس باشد و آن درازترین شب‌هاست در تمام سال و در آن شب یا نزدیک به آن شب، آفتاب به برج جدی تحویل می‌کند و گویند آن شب به‌غایت شوم و نامبارک می‌باشد و بعضی گفته‌اند شب یلدا یازدهم جدی است.
تاریکی نماینده اهریمن بود و چون در طولانی‌ترین شب سال، تاریکی اهریمنی بیشتر می‌پاید، این شب برای ایرانیان نحس بود و چون فرا می‌رسید، آتش می‌افروختند تا تاریکی و عاملان اهریمنی و شیطانی نابود شده و بگریزند، مردم گرد هم جمع شده و شب را با خوردن، نوشیدن، شادی و پایکوبی و گفتگو به سر می‌آوردند و خوانی ویژه می‌گستردند، هرآنچه میوه تازه فصل که نگاهداری شده بود و میوه‌های خشک در سفره می‌نهادند. سفره شب یلدا، «میَزد» Myazd نام داشت و شامل میوه‌های تر و خشک، نیز آجیل یا به اصطلاح زرتشتیان، «لُرک» Lork که از لوازم این جشن و ولیمه بود، به افتخار و ویژگی «اورمزد» و «مهر» یا خورشید برگزار می‌شد. در آیین‌های ایران باستان برای هر مراسم جشن و سرور آیینی، خوانی می‌گستردند که بر آن افزون بر آلات و ادوات نیایش، مانند آتشدان، عطردان، بخوردان، برسم و غیره، برآورده‌ها و فراورده‌های خوردنی فصل و خوراک‌های گوناگون، خوراک مقدس مانند «میَزد» نیز نهاده می‌شد.
شب یلدا را شب میلاد خدای خورشید، عدالت، پیمان و جنگ هم می‌دانند. دربارهٔ آن دو روایت عمده رایج است. اول آنکه در این شب مهر، میترا یا آن‌چنان‌که در اوستا و نوشته‌های پادشاهان هخامنشی آمده، میثرَه (Mithra) به جهان بازمی‌گردد. او که از ایزدان باستانی هند و ایرانی است ساعات روز را طولانی کرده و در نتیجه برتری خورشید پدیدار می‌شود.
آئین مهرپرستی یا آئین مهر برپایه پرستش میترا در دوران پیش از آئین زرتشت شکل گرفته است و در اروپا به آئین میتراییسم هم گفته می‌شود.
بعضی پژوهشگران هم بر این باورند که در شب یلدا، پیامبری زاده می‌شود: «در سال ۵۱ پادشاهی اشکانیان که مصادف است با سال ۱۹۶ میلادی، پیامبری در شب یلدا زاده می‌شود. او را دو دولفین از آب بیرون می‌آورند، چه آنکه براساس آئین مهر، آب از اهمیت ویژه‌ای برخوردار بوده است.»
در هردو روایت، شب یلدا شب تولد مهر است و این بازمانده از آداب مهری است که در شرق مدیترانه به‌طور وسیعی رایج بوده و آثارش از جمله در معابد مهری باقی‌مانده در پالمیرا در اردن فعلی دیده می‌شود.

## خوراکی‌ها

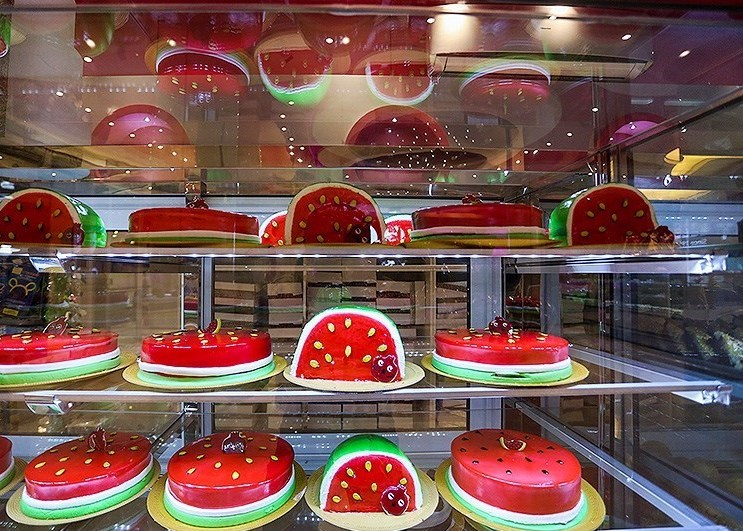
کیک‌های هندوانه‌ای شب یلدا در اصفهان

در کل، خوراکی‌هایی چون آجیل، انار، هندوانه، سبزی‌پلو با ماهی و گاهی آش رشته، به همراه نوشیدن شراب سرخ همگی از رسم‌هایی هستند که در شب یلدا خانواده‌های ایرانی را گرد هم می‌آورند.
برای جشن گرفتن میلاد مهر، سفره‌ای پهن می‌شود که به آن سفرهٔ یلدا یا چله می‌گویند و با گونه‌هایی از خشکبار، انار دان شده یا هندوانه تزئین می‌شود. انار و هندوانه از مهم‌ترین پیش‌نیازهای شب یلدا هستند. همچنین خشکبار مانند برگهٔ هلو و زردآلو و آجیل شب یلدا نیز در ایران هواداران بسیاری دارد.
برای نیاکان ایرانی‌ها که به آئین مهر دلبستگی داشتند، رنگ سرخ (نماد نور خورشید) گرامی بود. رنگ سرخ انار و هندوانه و گزینش سیب سرخ و سنجد در سفرهٔ شب یلدا چه بسا اشاره به همین موضوع داشته است.

## شاهنامه خوانی
شاهنامه‌خوانی از دیگر رسم‌هایی است که از دیرباز در میان ایرانیان رایج بوده و بخش جدایی‌ناپذیر شب یلدا دانسته شده است. در آموزشگاه‌ها نیز به مناسبت شب یلدا مراسم مختلفی برگزار می‌شود که شاهنامه‌خوانی، کاردستی‌سازی، انشانویسی و اجرای سرود از بخش‌های اصلی این برنامه‌ها هستند.

## فال حافظ

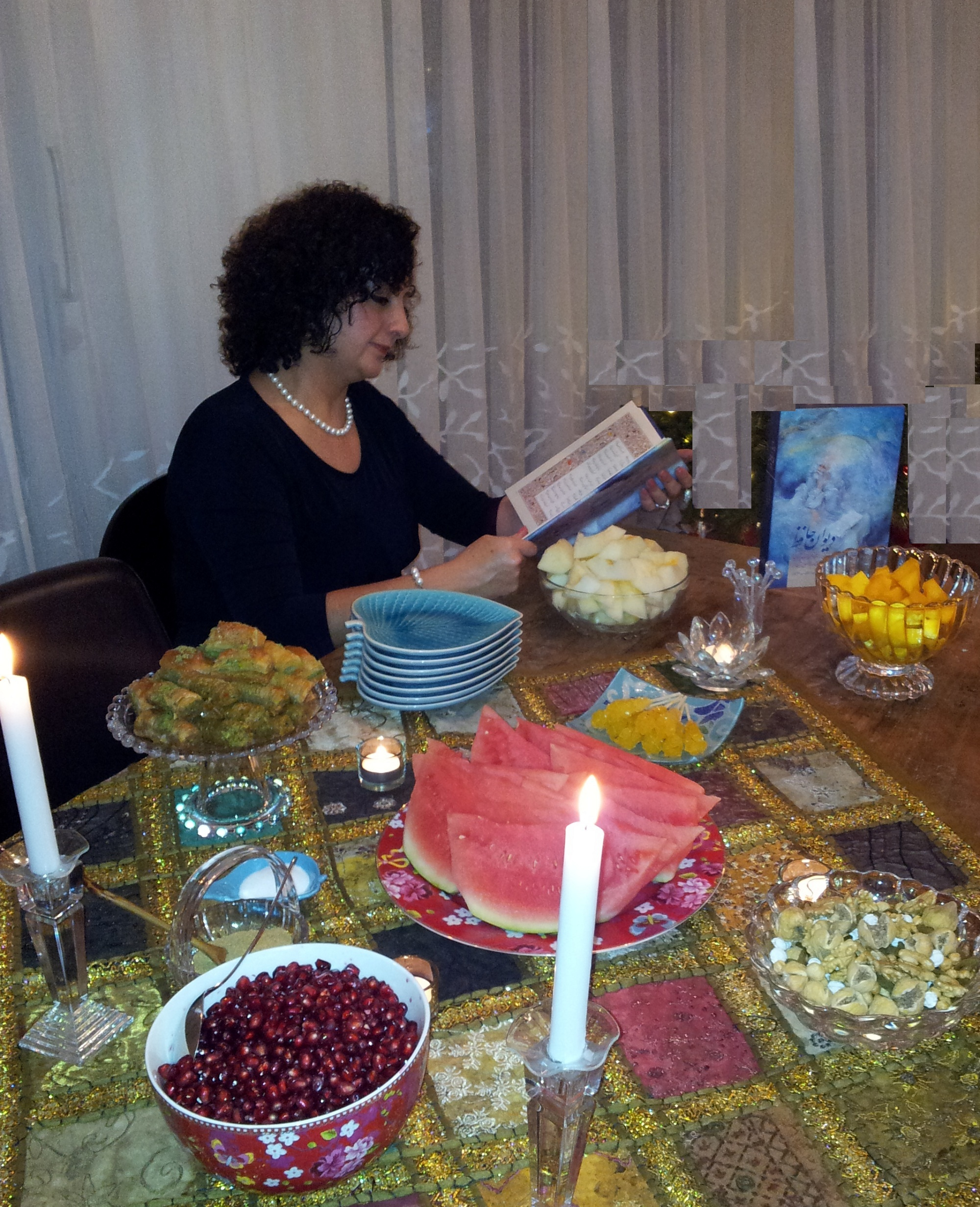
حافظ‌خوانی از سنت‌های شب یلدا

مرسوم است که در این شب بزرگ خانواده تفألی به دیوان حافظ می‌زنند و اهل ذوق و شاعری، سروده‌های خود را برای دیگران می‌خوانند. در مجموع این‌ها آدابی هستند که از فرهنگ باستانی مهر در میان مردم باقی مانده و هر سال با شب یلدا نو می‌شوند.

## یلدا در اشعار شاعران

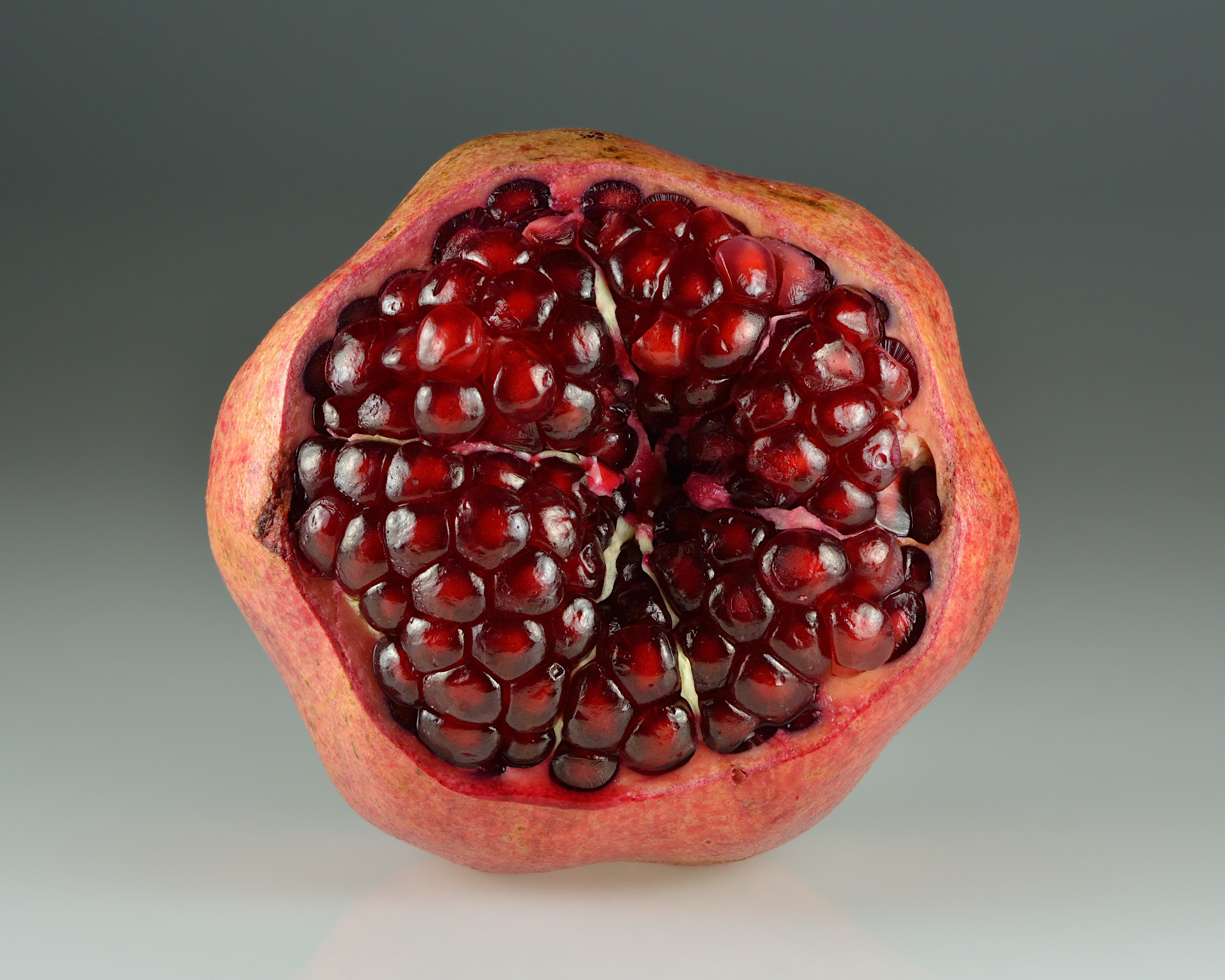
انار از میوه‌های پرهوادار در شب یلدا است. میوه‌ای که خاستگاهش ایران است و به همین دلیل در فرهنگ ایرانی و شعر و ادبیات فارسی ریشه دوانده است.

- سعدی: روز رویش چون برانداخت نقاب از سر زلف/ گویی از روز قیامت شب یلدا برخاست
- سعدی: باد آسایش، گیتی نزند بر دل ریش / صبح صادق ندمد تا شب یلدا نرود
- سعدی: هنوز با همه دردم امید درمان است / که آخری بود آخر شبان یلدا را
- حافظ: صحبت حکام ظلمت شب یلداست/ نور ز خورشید جو بو که بر آید
- اوحدی مراغه‌ای: شب هجرانت ای دلبر شب یلداست پنداری/ رخت نوروز و دیدار تو عید ماست پنداری
- سنایی: به صاحب دولتی پیوند اگر نامی همی جویی/ که از پیوند با عیسی چنان معروف شد یلدا
- سهراب سپهری:

دختر شبهای سرد ماه دی/خو گرفت با شعر تو در ماه دی |
حرف دل را از دلت تو پس زدی/ غم به روی غم، غمی را پس زدی |
من به دنیای تو مجذوبم هنوز/ به دیار قلب تو، حس دارم هنوز
- خواجوی کرمانی: هست در سالی شبی ایام را یلدا ولیک / کس نشان ندهد که ماهی را دو شب یلدا بود
- خواجو کرمانی: مهره مهر چو از حقه مینا بنمود / ماه من طلعت صبح از شب یلدا بنمود
- عبید زاکانی: با زلف تو قصه ایست ما را مشکل / همچون شب یلدا به درازی مشهور
- سلمان ساوجی: شب یلداست هر تاری ز مویت، وین عجب کاری/ که من روزی نمی‌بینم، خود این شب‌های یلدا را
- فیض کاشانی: چه عجب گر دل من روز ندید/ زلف تو صد شب یلدا دارد
- وحشی بافقی: شام هجران تو تشریف به هرجا ببرد / در پس و پیش هزاران شب یلدا ببرد
- عرفی شیرازی: آبروی شمع را بیهوده نتوان ریختن. / صد شب یلداست در هر گوشهٔ زندان مرا
- فروغی بسطامی: من از روز جزا واقف نبودم / شب یلدای هجران آفریدند
- امیرخسرو دهلوی: بر رخ تو کآفت جان من است / از شب یلدا سپه آورده‌ای!
- اقبال لاهوری: اشک خود بر خویش می‌ریزم چو شمع / با شب یلدا درآویزم چو شمع

چشم جان را سرمه‌اش اعمی کند / روز روشن را شب یلدا کند
- قاآنی: بر من و یاران شب یلدا گذشت/ بس که ز زلف تو سخن رفت دوش
- پروین اعتصامی: دور است کاروان سحر زینجا / شمعی بباید این شب یلدا را[۲۵]

## آیین‌های متفاوت یلدا در نقاط مختلف ایران

### آیین‌های رایج چله در آذربایجان (شرقی و غربی)
در آذربایجان رسم بر این است که در این شب خوانچه‌ای تزیین شده به خانهٔ تازه‌عروس یا نامزد خانواده بفرستند. مردم آذربایجان در سینی خود هندوانه‌ها را تزئین می‌کنند و شال‌های قرمزی را اطرافش می‌گذارند. درحالی که مردم شمال یک ماهی بزرگ را تزئین می‌کنند و به خانهٔ عروس می‌برند.

### آیین‌های رایج چله در اردبیل
در اردبیل رسم است که خانواده‌ها شب یلدا دور هم جمع می‌شوند و تا پاسی از شب با هم شب‌نشینی می‌کنند. هندوانه، انار، پرتقال، تخمه، ماهی پلو و… از جمله خوراکی‌هایی هستند که در استان اردبیل مرسومند. در شب یلدا برای تازه‌عروس هندوانه تزئین می‌کنند و به همراه هدایای دیگر از طرف خانواده داماد فرستاده می‌شود.

### آیین‌های رایج چله در اصفهان
شب یلدا (شب چله) در شهرستان دهاقان اصفهان: مانند دیگر مناطق ایران، فامیل و بستگان به خانهٔ پدربزرگ‌ها یا مادربزرگ‌ها می‌روند و دور هم پای کرسی جمع می‌شوند. صاحبخانه نیز با آجیل و میوه از مهمان‌ها پذیرایی می‌کند و آنها تا پاسی از شب و گاهی تا نزدیک صبح می‌نشینند، شاهنامه می‌خوانند و فال حافظ می‌گیرند. بزرگترها داستان یا خاطره نقل می‌کنند. تازه‌دامادها با هدیه یا خوانچه به خانه عروس می‌روند. آجیل شب یلدا، کشمش، گردو، بادام، قیسی، برگه زردآلو یا برگه گلابی، جوزقند و انجیر و خرما است. میوه شب یلدا هم انار، هندوانه، سیب، گلابی انباری (سیبری) است. همچنین نوشیدنی شب یلدا به‌طور معمول چای و شربت و چنانچه برف باشد مخلوط برف و شیره انگور هستند. غذای شب چله (یلدا) چنانچه مقدور باشد، پلو ماهی و در غیر این صورت یکی از غذاهای محلی: مانند کوفته، گندی، دلمه، چرب و شیرین یا غیره است.

### آیین‌های رایج چله در بوشهر
مردم استان بوشهر نیز همچون دیگر ایرانی‌ها، این آیین کهن را با رفتن به خانه بزرگ‌ترها می‌گذرانند. هندوانه در شب یلدا در بوشهر کاربرد زیادی دارد.

### آیین‌های رایج چله در چهارمحال و بختیاری
اولین شب زمستان در بین بختیاری‌ها با نام شب چله معروف شده است. شب چله، دور هم‌نشینی و جشن شبانه همراه بیداری تا بامداد و تماشای طلوع خورشید در اولین روز زمستان است. لازمه آن جمع شدن تمام فامیل و خانواده در منزل بزرگ‌ترها و ریش سفیدان به عنوان نماد کهنسالی خورشید در پایان پاییز، نشستن در زیر کرسی و همچنین خوراکی‌های فراوان برای بیداری دراز مدت همچون هندوانه، انار، انگورهای بسته با نخ به سقف خانه‌های چوبی، کشمش، بادام، گردو، سنجد، گندم برشته، شاهدانه و کشک و تنقلاتی است که مادر بزرگ‌ها از تابستان فراهم کرده و بر روی سفره شب چله و بیشتر بر روی کرسی چوبی قرار می‌دهند.
گرفتن فال حافظ یکی از رسوم شب چله است که بزرگ‌تر فامیل برای تک تک افراد خانواده انجام می‌دهد و با قرائت و تعبیر این فال، سبب شادی آنها می‌شود. کسانی که شاهنامه، مثنوی و دیوان حافظ را از حفظ هستند یا توان شاهنامه خوانی، مثنوی خوانی و حافظ خوانی دارند، آن را برای دیگران می‌خوانند.
پختن نانی قطور به نام گرده که در میان آن مهره‌ای آبی قرار می‌دهند از دیگر آیین‌هاست، سپس این نان را بین افراد خانواده تقسیم کرده و فردی که مهره آبی در تکه نانش به عنوان فرد خوش‌شانس معرفی می‌کنند.
یکی دیگر از رسم‌های جالب چهارمحال و بختیاری در شب یلدا، آب‌پز کردن کدوتنبل است. بختیاری‌ها در این شب کدو تنبل‌های بزرگی که نماد خورشید را برای آن‌ها دارد، آب‌پز می‌کنند و می‌خورند.
همچنین در استان چهار محال و بختیاری در شب یلدا آش‌کشک درست می‌کنند، یکی از مواد تشکیل دهنده این آش، همان کدو تنبل آب‌پز شده است؛ بدین صورت که بعد از آب‌پز کردن کدو تنبل، آن را ریز کرده و در داخل آش‌کشک می‌ریزند.
برپا کردن کرسی با آتش زغال و چوب افرا، پختن آش‌کشک و بو دادن گندم و برنج و شاهدانه که این کار را بیشتر زنان خانه برعهده دارند؛ از جمله ایین‌های شب یلدا در این استان است …
در حال حاضر «شب چله» در استان چهارمحال و بختیاری، بدون کرسی‌های چوبی قدیم برگزار می‌شود و بسیاری از این آیین‌ها، رو به فراموشی رفته است.
این مراسم و سنت‌های زیبا که بخش زیادی از آن با تغییر سبک زندگی، رو به تغییر گذاشته است، علاوه بر ایجاد صفا و صمیمیت و انجام سنت حسنه صله ارحام، سبب رفع کدورت‌ها و دلخوری‌های فامیلی و خانوادگی از یکدیگر نیز می‌شود.
بختیاری‌ها در قدیم برای برپایی شب چله، بخشی از محصولات خود مانند بادام و گندم را بو داده و در شب یلدا می‌خوردند و بخشی از این محصولات تفت داده شده هم به عنوان هدیه به تازه عروس و داماد تقدیم می‌شد.
علاوه بر این هدایا، شامی که معمولاً برنج با مرغ است را به همراه شیرینی و میوه برای نو عروس و داماد آماده می‌کنند.
بختیاری‌ها اعتقاد دارند خوردن ماست، شیر، پنیر، کنجد، کدو و نان جو در شب یلدا موجب فراوانی نعمت تا پایان سال می‌شود و سبب می‌شود که وجود این نعمت‌ها تا سال بعد را تضمین کند.
از دیگر سنت‌های شب یلدا در استان چهار محال و بختیاری قرائت قرآن و بیداری تا سحرگاه و نیایش برای سلامتی حاضران و آرزوی این است که این شب آغازگر زمستانی پر برف و باران برای رونق مزارع و کشتزارها و پربار شدن تابستان باشد.

### آیین‌های رایج چله در خراسان

کفبیخ یا بیخ زنی در شب چله در زیبد.

در ادبیات خراسان واژهٔ یلدا به ندرت به‌کار برده شده است بلکه در تمام ادوار تاریخی تا آنجا که اسناد شفاهی و مکتوب وجود دارد شب چله یا چله نشینی بکار رفته. در این شب طولانی آیین‌ها و مراسم‌های ویژه وجود داشته که شاید در سایر مناطق ایران کمتر مرسوم بوده است به آن شب چراغانی چله یا شب چراغ نیز می‌گفته‌اند. در قدیم از آنجا که هر میهمانی برای رفتن به شب نشینی، چراغی را همراه خود می‌برده است و به دلیل فراوانی چراغ‌ها عبارت چهل چراغ که نشانه کثرت است نیز بکار می‌بردند. انار و هندوانه در اکثر مناطق رایج بوده است اما در خراسان علاوه بر انار و خربزه بیشتر لبو یا چغندر پخته، شلغم پخته و پختیک (لبوی خشک شده)، برگه‌های خشک شده زردآلو و هلو … و شربت و شیرینی «کف» کفبیخ مرسوم بوده است.

#### شیرینی سنتی کفبیخ در خراسان

جشن شب یلدا در سالن عمومی

جشن یلدا یا شب چله زیبد

تهیهٔ شیرینی کفبیخ یکی از آیین‌های ضروری و فرح بخش شب چله در منطقه جغرافیایی قهستان و خراسان قدیم است. کفبیخ یک نوع شیرینی یا شربت سنتی است. یکی از آیین‌های ویژه شب چله در استان خراسان رضوی و خراسان جنوبی برگزاری مراسم «کف زدن» کفبیخ است. در این مراسم ریشه گیاهی به نام چوبک را که در این دیار به «بیخ» مشهور است، در آب خیسانده و پس از چند بار جوشاندن، در ظرف بزرگ سفالی به نام «تغار» می‌ریزند. مردان و جوانان فامیل با دسته‌ای از چوب‌های نازک درخت انار به نام «دسته گز» مایع مزبور را برای ساعت‌ها هم می‌زنند تا به صورت کف سفت درآید و این کار باید در محیط سرد صورت گیرد تا مایع مزبور کف و سپس سفت شود که تا حدودی مانند گز اصفهان می‌شود. در این میان گروهی از جوانان در مراحل نخست کف زنی و قبل از شیرین کردن کف‌ها مجاز هستند با پرتاب آن به سوی همدیگر و مالیدن کف به سر و صورت یکدیگر شادی و نشاط را به جمع مهمانان بیافزایند.
با آماده شدن کفها و در پایان با مخلوط کردن مقداری زعفران پودر شده یا شکر یا شیره انگور این شیرینی ویژه آماده خوردن می‌شود اما ممکن است بعضی آن را مغز گردو و پسته آسیاب شده نیز تکمیل نمایند اما در هر شرایطی از اضافه کردن هر گونه مواد چرب باید خودداری کرد زیرا کفها را آب می‌کند.
یکی از سنتهای مهم برگزاری مراسم عروسی در ایام جشن‌های چله بوده است که سه روز طول می‌کشیده است مراسم سرحمومی در شب چله از آن جمله بوده است. سرحمومی مراسمی است که داماد در حمام عمومی مردانه و عروس در حمام زنانه طی مراسم با شکوهی به حمام می‌بردند و با رقص و پایکوبی و چوب بازی مراسم حنا بندان بعد از شستن و کیسه کشی داماد انجام می‌دادند و در مراسم حنا بندان آواز امشب حنا می‌بندیم… بر دست و پا می‌بندیم … را به صورت گروهی می‌خواندند؛ و در پایان لباس نو بر عروس و داماد و اقوام نزدیک آن‌ها می‌پوشانند که این مراسم گاهی تا سحر طول می‌کشید و مقدمه مراسم عروسی است که در بعد از ظهر روز بعد برگزار می. افراد دعوت شده در صحن حمام جمع می‌شدند اما جوانان و افراد غیر مدعو تا پایان مراسم در بیرون از حمام جمع می‌شدندو شوخی و بازی سیاه بازی و انتر بازی درمی‌آوردند.

#### بردن هدایا و خمچه برای عروس
خمچه (خُنچه) عروس یکی از سنتهای واجب شب چله در تمام خراسان بزرگ است. خمچه به سینی بزرگی گفته می‌شده است که هدایای عروس و داماد را در آن حمل می‌کردند و امروزه کادو می‌گویند. معمولاً اقوام داماد هدایا و پیشکش‌هایی از جمله لباس و کفش زمستانی و کادوهای دیگر را به خانه پدر عروس می‌برند و شام را میهمان آن‌ها هستند. آن‌ها نیز متقابلاً به داماد هدیه‌ای می‌دهند.
هدیه‌دادن داماد برای نامزدش نیز یک سنت اجباری بوده است که هنوز هم اجباری است در این شب به داماد این امتیاز بزرگ داده می‌شده است که با بردن هدیه برای نامزدش بتواند شب در خانه با او در یک اتاق و دوتایی بخوابد. داماد تا قبل از شب زفاف فقط در مناسبتهای خاص و از جمله شب چله مجاز به خوابیدن با نامزدش بوده است که به آن نامزدبازی می‌گفتند. در شهرهای خراسان خواندن شاهنامهٔ فردوسی و حافظ و اشعار محلی در این شب مرسوم است.
یکی دیگر از جشن‌های ایرانی چله تموز است که عکس چله زمستان است و آن طولانی‌ترین روز سال است که هنوز هم در خراسان جنوبی گرامی داشته می‌شود.

### آیین‌های رایج چله در خوزستان
مردم خوزستان تا سحر انتظار می‌کشند تا از قارون افسانه‌ای استقبال کنند. قارون در لباس هیزم‌شکن برای خانواده‌های فقیر تکه‌های چوب می‌آورد. این چوب‌ها به طلا تبدیل می‌شوند و برای آن خانواده، ثروت و برکت به همراه می‌آورند. به خانه بزرگترها رفته و دور هم جمع شده به شوخی خنده گذرانده، آجیل هندوانه انار شیرینی و خرما و لبو و آش و شیرینی‌های مختلف از جمله خوراکی‌های این آیین کهن است.
پدربزرگ‌ها و مادر بزرگ‌ها در خوزستان براساس سنتی دیرینه، در شب یلدا با پذیرایی از فامیل با تنقلات محلی و آجیل، کانون گرم خانه را برای پذیرایی از فرزندان و نوه‌های خود مهیا می‌کنند.
در این شب شاید بیشترین وانت‌های حامل هندوانه، شب یلدا در اهواز دیده شوند. در بسیاری از نقاط این شهر، وانت‌بارهای حامل هندوانه و خربزه دیده می‌شوند که مردم را به خرید آن دعوت می‌کنند و شور و حال خاصی میان مردم این شهر برای برگزاری آیین شب یلدا به وجود می‌آورند.
غیر از اهواز، دزفول هم از شهرهای استان خوزستان است که بیشترین خرید و فروش هندوانه در آن دیده می‌شود. چله‌نشینی جایگاه ویژه‌ای بین مردم دزفول دارد؛ دزفولی‌ها این رسم به جامانده از نیاکان‌شان را جزو لاینفک آدابشان می‌دانند.
مردم خوزستان تا سحر انتظار می‌کشند تا از قارون افسانه‌ای استقبال کنند. قارون در لباس هیزم‌شکن برای خانواده‌های فقیر تکه‌های چوب می‌آورد. این چوب‌ها به طلا تبدیل می‌شوند و برای آن خانواده، ثروت و برکت به همراه می‌آورند. به خانه بزرگترها رفته و دور هم جمع شده و شب را به شوخی و خنده می‌گذرانند. آجیل، هندوانه، انار، شیرینی و خرما و لبو و آش و شیرینی‌های مختلف از جمله خوراکی‌های این آیین کهن است.
فال حافظ و خاطره گویی بزرگ‌ترها در کنار بخاری‌هایی که جایگزین کرسی‌های قدیم شده‌اند، از رسوم شهروندان آبادان و خرمشهر در شب یلدا است. مردم آبادان و خرمشهر نیز همچون مردم اقصی نقاط کشور از چند روز قبل خریدهای شب یلدا را آغاز می‌کنند. شهروندان آبادان و خرمشهر همچون ایرانیان قدیم معتقد هستند که یلدا باید سرخ باشد و به این اعتقاد خود با خرید هندوانه‌های سرخ، انار قرمز و آجیل‌های رنگارنگ جامه عمل می‌پوشانند.
شاهنامه خوانی و شعرخوانی و شکستن فندق در شب یلدا از دیگر آیین‌های طولانی‌ترین شب سال در این استان است.

### آیین‌های رایج چله در سیستان
در سیستان دو چله؛ چله کوچک که اصطلاح قدیمی آن «چله خرد» و چله بزرگ که به «چله کلو» معروف است و این چله کوچک و بزرگ از اول دی ماه آغاز می‌شود و تا ۱۰بهمن ماه ادامه دارد شب اول دی ماه بزرگ‌ترین و طولانی‌ترین شب سال و آغاز انقلاب زمستانی در تقویم ایرانی شناخته شده است.
شب یلدا در واقع شبی است که فردای آن تولد خورشید و نور و روشنایی است، در ایران باستان خورشید و نور جایگاه ویژه‌ای دارند و در باورهای ایران باستان نیز وجود دارد که خورشید نقش بسزایی در حیاط و تداوم زیست‌بوم و زندگی آنها داشته است.
در شب یلدا تسلط تاریکی بر زمین از تسلط نور خورشید و روشنایی می‌کاهد و چون فردای این شب روشنایی بر ظلمت غالب و روز طولانی می‌شود، مردم سیستان خورشید را که مظهر روشنایی است جشن می‌گیرند.
در این شب مردم از شیرینی‌هایی مانند ستو، شیرینک و حلوا و انواع تخمه‌های هندوانه، خربزه، عناب و پسته را در این شب فراهم و شب را تا صبح سحر می‌کنند.
اگر این شب‌ها با مراسم مذهبی هم‌زمان نمی‌شد، با دهول و ساز و چوب بازی شب را به صبح می‌رساندند.
آیین شب یلدا در سیستان از دیرباز در سه شب متوالی با عناوین شب «چله‌بزرگ» و «چله متوسط» و «چله کوچک» برگزار می‌شود و خویشان و دوستان سفره‌ای از مهر را می‌گشودند و از هر دری سخن می‌گفتند.
یکی از آیین‌های ویژه یلدا در سیستان دیدار بزرگان و سالخوردگان فامیل بوده است، در شب‌های چله افراد فامیل در همایشی صمیمی دور کرسی چوبی جمع می‌شدند و به قصه‌های بزرگترها گوش می‌دادند.
حافظ در شب یلدا در میان مردم سیستان نقش بسزایی دارد.
در شب یلدا در منطقه سیستان رسم بر این است که صاحب‌خانه، دیوان حافظ را به بزرگتر فامیل که سواد دارد، می‌دهد، سپس هر یک از میهمانان نیت کرده و بزرگ مجلس، این جمله را می‌گوید و تفألی به گنجینه حافظ می‌زند: «ای حافظِ شیرازی/ تو محرم هر رازی/ بر ما نظر اندازی/ قسم به قرآن مجیدی که در سینه داری…» یا هر چیزی شبیه به این رسم یکی از رسوم پرطرفدار شب یلداست و سرگرمی خوبی برای خانواده‌ها در این شب بلند سال است.
واژه «یلدا» به معنای «زایش زادروز» و تولد است، ایرانیان باستان با این باور که فردای شب یلدا با دمیدن خورشید، روزها بلندتر می‌شوند و تابش نور ایزدی افزونی می‌یابد، آخر پاییز و اول زمستان را شب زایش مهر یا زایش خورشید می‌خواندند و جشن بزرگی برپا می‌کنند و از این رو به دهمین ماه سال دی (به معنای روز) می‌گفتند که ماه تولد خورشید بود.

### آیین‌های رایج چله در فارس
سفرهٔ مردم شیراز مثل سفرهٔ نوروز رنگین است. مرکبات و هندوانه برای سردمزاج‌ها و خرما و رنگینک برای گرم‌مزاج‌ها موجود است. حافظخوانی جزو جدانشدنی مراسم این شب برای شیرازی‌هاست. البته خواندن حافظ در این شب نه تنها در شیراز مرسوم است، بلکه رسم کلی چله‌نشینان شده است.

### آیین‌های رایج چله در قزوین
مردم استان قزوین نیز، این آیین کهن را با رفتن به خانهٔ بزرگ‌ترها می‌گذرانند. به عقیدهٔ بزرگ‌ترها، آوردن میوه‌های مختلف خشک و تر و میوه‌های سرخ‌فام، که به «شب‌چره» معروف است، همراه با خوراکی‌های دیگر شگون دارد و زمستان پربرکتی را نوید می‌دهد. در میهمانی شب یلدا، که همه دورِ هم جمع می‌شدند، مادربزرگ‌ها نقش محوری داشتند. در گلپایگان، به‌خصوص در بعضی مواقع که مادربزرگ‌ها در آوردن تنقلات تأخیر می‌کنند، کوچک‌ترها شعر «هرکه نیارد شب‌چره – انبارشو موش بچره» سر می‌دهند، تا مادربزرگ در آوردن «شب‌چره» تعجیل کند. در این شب، اغلب مردم قزوین با خوردن سبزی‌پلو با ماهی‌دودی و سپس هندوانه، انار، انواع تنقلات ازجمله کشمش، گردو، تخمه، آجیل مشکل‌گشا و انجیر خشک، شب‌نشینی خود را به اولین صبح زمستانی گره می‌زنند. به عقیدهٔ مادربزرگ‌های قزوینی، اگر در این شب ننه‌سرما گریه کند، باران می‌بارد؛ اگر پنبه‌های لحاف بیرون بریزد، برف می‌آید؛ و اگر گردنبند مرواریدش پاره شود، تگرگ می‌آید. یکی دیگر از آداب و رسوم «شب یلدا»، فرستادن «خونچه چله» از سوی داماد به‌عنوان هدیهٔ زمستانی برای عروس است. در این خونچه، برای عروس پارچه، جواهر، کله‌قند و هفت نوع میوه مثل گلابی، هندوانه، خربزه، سیب و به با تزئینات خاصی فرستاده می‌شود.

### آیین‌های رایج چله در کردستان

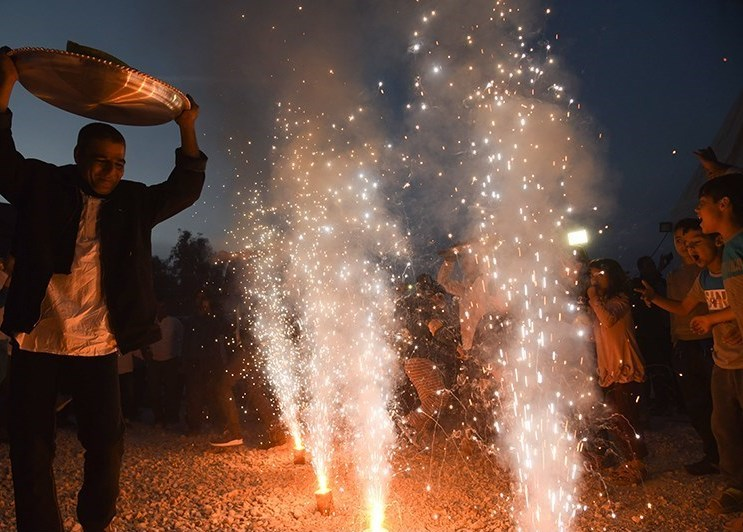
شب چله در سرپل ذهاب

در کردستان نیز مانند سایر مناطق کوهستانی ایران این آیین تاریخ کهنی دارد که به همان نام قدیمیش «شو چله» خوانده می‌شود و در شهر سنندج مرکز استان کردستان از قدیم اکثر خانه‌ها غذای دلمه و نان سنگک برای پذیرایی از مهمان‌ها آماده می‌کنند و این به صورت سنتی در این شهر تبدیل شده است.

### آیین‌های رایج چله در گلستان
در استان گلستان شب یلدا بسیار بااهمیت و گرامی داشته می‌شود. در این شب همه مردم به خانه پدربزرگ‌ها و مادربزرگ‌ها رفته و ضمن دورهم‌نشینی پیرامون کرسی و خواندن فال حافظ و فردوسی‌خوانی و نَقل‌اندازی (داستان‌های شفاهی) به خوردن تنقلات و میوه‌جات خصوصاً میوه‌های باغی و جنگلی از قبیل هندوانه، انار، لیمو و پرتقال، ولیک و کندس و شیرینی‌هایی مانند مَت و کَسمَک می‌پردازند و با خوردن و نوشیدن و شنیدن صحبتها و داستان‌های بزرگترها، شب را به صبح می‌رسانند و معتقدند که صبح بعد از یلدا روز پیروزی خورشید بر سیاهی و تاریکی‌ها است.

### آیین‌های رایج چله در گیلان
در گیلان هندوانه را حتماً فراهم می‌کنند و معتقدند که هرکس در شب چله هندوانه بخورد در تابستان احساس تشنگی نمی‌کند و در زمستان سرما را حس نخواهد کرد. «آوکونوس» (آو= آب و کونوس = ازگیل) یکی دیگر از خوردنی‌هایی است که در این منطقه در شب یلدا رواج دارد و به روش خاصی تهیه می‌شود. در فصل پاییز، ازگیل خام را در خمره می‌ریزند، خمره را پر از آب می‌کنند و کمی نمک هم به آن می‌افزایند و در خم را می‌بندند و در گوشه‌ای خارج از هوای گرم اتاق می‌گذارند. ازگیل سفت و خام، پس از مدتی پخته و آبدار و خوشمزه می‌شود. آوکونوس در اغلب خانه‌های گیلان تا بهار آینده یافت می‌شود و هر وقت هوس کنند ازگیل تر و تازه و پخته و رسیده و خوشمزه را از خم بیرون می‌آورند و آن را با گلپر و نمک در سینه‌کش آفتاب می‌خورند.
در گیلان مرسوم است در خانواده‌هایی که در همان سال پسرشان را داماد یا نامزد کرده‌اند طبقی برای خانواده نوعروس می‌فرستند. به طوری که میوه‌ها به همراه آجیل و شیرینی در اطراف این طبق چیده می‌شوند و در وسط طبق نیز یک ماهی بزرگ (معمولاً ماهی سفید) تازه و خام که با سبزیجات تزئین شده قرار می‌گیرد که معتقدند باعث برکت و فراوانی روزی زوج جدید و همچنین سلامت و باروری نوعروس می‌گردد.

### آیین‌های رایج چله در لرستان
شب چله در لرستان دارای آداب و رسوم خاصی است و به آن شو چله یا «شو اول قاره» می‌گویند. شب نشینی، دیدوبازدید اقوام، فال چهل‌سرو لکی، فال حافظ، پختن غذاهای خاص این شب، دراز کردن شال یا چادری از پشت بام همسایه (در لکی:شال دورانی، شال دورکی) برای دریافت آجیل و میوه از سوی دیگر همسایگان و خواندن اشعاری به همین منظور از برنامه‌های ویژه شب یلدا در شهرهای مختلف این نواحی است. در این شب همچنین مردم با استفاده از گندم، شاهدانه، کنجد و گردو، تنقلاتی خاص تهیه می‌کنند و با جمع شدن افراد خانواده کنار هم از آن استفاده می‌کنند.
در لرستان شب چله (شو اول قاره لری) گندم شیره هم می‌خورند که از این طریق گندم را در شیره می‌خیسانند و زردچوبه و نمک را با آن مخلوط می‌کنند سپس آن را روی ساج برشته می‌کنند و همراه بادام، گردو، کشمش، سیاه دانه و کنجد مخلوط می‌کنند. در گذشته لرستانیها، شب چله، نوجوانان و جوانان با رفتن به پشت بام همسایه خود و دراز کردن شالی، اشعار زیر را بلند بلند می‌خوانند و همسایه در شال آن‌ها آجیل، شیرینی و میوه و گندم شاهدانه می‌گذارد. در مناطق لرنشین اشعاری به این ترتیب خوانده می‌شود: «امشب اول قاره، خیر د هونت بواره» امشب اول یلدا یا اول زمستان است خیر از خانه ات ببارد. «نون و پنیر و شیره _ کیخا هونت نمیره» نان و پنیر و شیره کدخدا (صاحب خانه) خانه ات نمیرد. «چی به علی کوشک بیاره» چیزی بده علی کوچک یا بچه ات بیاورد… صاحب خانه کمی آجیل گندم برشته با میوه و شیرینی در شال بچه‌ها می‌گذارد و بچه‌ها ضمن بالا کشیدن شال و محتویاتش به عنوان تشکر از صاحب خانه، اشعار بالا را تکرار می‌کنند،
سپس، شال را برمی‌دارند و به روی پشت بام‌های دیگر می‌روند و دوباره ترانه فوق را می‌خوانند.

### آیین‌های رایج چله در مازندران
مردم مازندران به شب یلدا، «چله شو» می‌گویند. یکی از آداب و رسوم چله شو در غرب مازندران به‌ویژه منطقه کلارستاق این است که حتماً برای شام ویژه چله شو غذای سنتی سبزی پلو با ماهی، اردک یا مرغ بخورند و با خوردن این غذا به استقبال زمستان بروند. برخی دیگر از خانواده‌های طبری برای شام «برنج با گوشت خروس» آماده می‌کنند.
یکی از مهم‌ترین آداب و رسوم چله شو در مازندران «شب‌نشینی» است. در شب‌نشینی‌ها برای سرگرمی شب چله با هم کشتی می‌گیرند یا مچ می‌اندازند، شعرها و آوازهای قدیمی برای چله شو به زبان طبری و منظومه‌های امیری و طبری می‌خوانند.
یکی از شعرهایی که اقوام طبری به شکل آواز در مراسم چله شو دورهم می‌خوانند این شعر است:
| اَی بیَمو چِلّه شو     |
| بَخِر بَخِره نصفه شو   |
| کئی تیم و اِنارتیم  |
| دَکِردِمه شه بِتیم     |
| بِشتِزیک بَوین جان    |
| دِرِس هَکرده می نَنجان |
| هندونه رِه قف بَزِن   |
| قَچِل قَچِل تب بَزِن     |
| تا سِواءی کِرسی بِن   |
| هَی شون بَکِش می اِشکِم |

#### چله شو دور یک «می‌زد» یلدایی
در بین اقوام طبری به‌جای سفره یک «می‌زد» که معمولاً روی یک کرسی که پر است از هندوانه، انار، مرکبات و مغزها و آجیل چیده می‌شود.
گذاشتن سبزه روی می‌زد یک رسم دیگر در میان آداب و رسوم شب چله در مازندران است.

#### اعتقادات طبری‌ها در مورد هندوانه شب چله
آملی‌ها معتقدند اگر در شب چله هندوانه بخورند در طول سال دچار سکته قلبی و خفقان نمی‌شوند. اهالی تنکابن هم معتقدند خوردنی‌های شب چله چهل عدد است و مهم‌ترین آن هم هندوانه است.

#### فال گردو از آداب رسوم شب چله در مازندران
مردم مازندران علاوه بر فال حافظ، یک فال جالب با گردو نیز در شب چله می‌گیرند. یکی دیگر از شیوه‌های جالب فال گرفتن در مازندران «فالگوش ایستادن» است.

### شب چله در استان سمنان
در فرهنگ سنگسری شب چله (شو چله) رسم بر این است که خانواده داماد برای خانواده عروس در سال اول آشنایی هفت دست لباس‌های گرم زمستانی اعم از چادر محلی (سگی را)، دستمال پشمی (پشود سمال)، روسری ابریشمی (مکنه)، پیراهن ابریشمی سوزن دوزی شده (کژین شوی) و کت و دامن از جنس ترمه (تیرمن کت و دامن) به همراه انواع کفش شامل چکمه چرمی، کفش کژین، دمپایی پارچه‌ای برای عروس و پارچه‌هایی برای تمامی اعضای خانواده عروس تهیه کرده و به همراه هفت نوع میوه‌های فصل و هفت نوع میوه‌های صندوقی و هفت نوع خُشکبار و تنقلات و هفت نوع ظروف چینی، مسی و کریستال را می‌آورند و عروس به همراه مادرش هفت نوع غذا تهیه کرده و دو خانواده با هم میل می‌کنند سپس حافظ و اشعار امیری، کتولی مازنی و سنگسری را می‌خوانند و آسنک‌های محلی را بازگو می‌کنند و به مشکلات یکدیگر واقف می‌شوند و به دنبال چاره‌ای برای رفع آن هستند.
فلسفه (اسنگ مونگ و خُر) یکی از قصه‌های که از ایران باستان نزد سنگسری‌ها حفظ شده آسنک (مونگو خور) شب چله است. در باور ایرانیان در گذشته دور (ایران باستان) خورشید تشبیه به مرد می‌شد و هر چیزی که به قدرت و ابُهت مردانگی ربط داشت به خورشید اطلاق می‌شد.
سنگسری‌ها به خورشید (خرُ) می‌گویند که این نوع نگرش بازمانده از فرهنگ و زبان باستانی ایرانیان است و در قصه‌های ایرانی به جای مانده خورشید را مرد تلقی می‌کنند و به آن جامه مردانه می‌پوشانند برعکس در فرهنگ ایرانی امروز که خورشید را خانم جلوه می‌دهند و ماه را مرد می‌پندارند ولی در فرهنگ گذشته ایران باستان ماه زن بود و سنگسری‌ها نیز به ماه (مُنگ) که سنبل لطافت زنانه و زیبایی است قلمداد می‌کردند و دختران زیبا رو را به (مای شوی چارده) یعنی ماه شب چهارده که قرص کامل هم از نظر زیبایی و هم از نظر دایره‌ای کامل بودن و همه وجودش در دید عموم قرار دادن است، می‌پندارند و شب یلدا که طولانی‌ترین شب سال است را به دختری با موهای سیاه بلند تشبیه می‌کنند و بلندی این شب را به عاشقی ماه با خورشید می‌دانند و این قصه بر پایه این باور سینه به سینه از گذشته برایمان به یادگار مانده است.

### آیین‌های رایج چله در همدان
همدانی‌ها فالی می‌گیرند با نام فال سوزن. در گلپایگان قدیم هم شب یلدا این رسم بود. همه دور تا دور اتاق می‌نشینند و پیرزنی به‌طور پیاپی شعر می‌خواند. دختر بچه‌ای پس از اتمام هر شعر بر یک‌پارچه نبریده و آب ندیده سوزن می‌زند و مهمان‌ها بنا به ترتیبی که نشسته‌اند شعرهای پیرزن را فال خود می‌دانند. همچنین در مناطق دیگر همدان تنقلاتی که مناسب با آب‌وهوای آن منطقه است در این شب خورده می‌شود. در تویسرکان و ملایر، گردو و کشمش و مویز نیز خورده می‌شود که از معمول‌ترین خوراکی‌های موجود در این شهرستانهاست. همچنین درآجین میوه و تنقلات برای دختری که نامزد شده از طرف خانواده داماد برده می‌شود و این از رسوم قدیم به جامانده است.

## شب چله در حوزه ایران بزرگ
در خراسان بزرگ تا کشمیر شب چله بزرگ مورد تکریم بوده است. به‌خصوص در افغانستان، بخش‌هایی از پاکستان و شمال هند و کشمیر به شب یلدا شب چله کلان (تلفظ به انگلیسیchillai kalan) می‌گویند. به‌خصوص در میان تاجیکان شب چله کلان (بزرگ) با آیین‌هایی همراه است. این آیین‌ها شباهت زیادی به آیین‌های شب چله ایرانی دارد.
در مزار شریف، همه ساله با نزدیک شدن به آخرین و طولانی‌ترین شب از فصل پاییز که چله بزرگ نام دارد، مردم فرهنگ دوست ولایت بلخ در شمال افغانستان با آداب و رسوم خاص خود به استقبال این شب می‌روند.

## در دیگر کشورها

### ژاپن

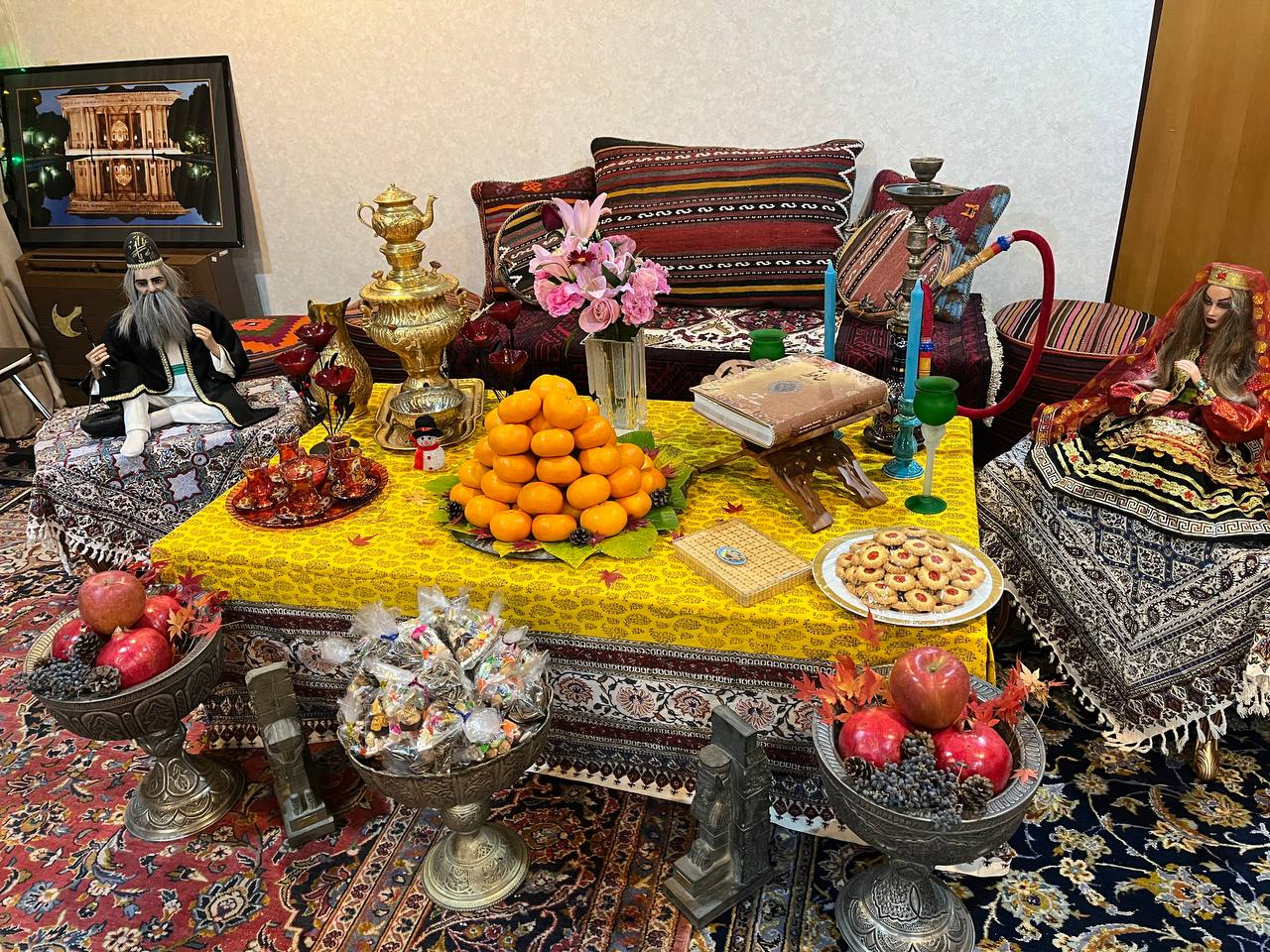
چیدن سفره یلدا توسط ایرانیان ژاپن

در سفر سال ۱۳۹۸ ریاست جمهوری ایران در مراسم شام شب یلدا که به افتخار سفر رئیس‌جمهوری و هیئت همراه ترتیب یافته بود میز شام به‌صورت میز یلدایی چیدمان شده و شینزو آبه نخست‌وزیر ژاپن ضمن تبریک یلدا به مردم ایران به هیئت ایرانی یادآوری کرد که سنتهای ایرانی مورد احترام است و در ژاپن قبلاً برنامه‌ای شبیه به یلدا وجود داشته است. به شب یلدا توجی می‌گفتند و مردم در این شب در وان حمام بنام اونسون میوه یوزو (شبیه به نارنج) yuzu که نوعی لیمو ترش یا نارنج است می‌ریزند و ساعتها در آب می‌مانند این میوه بوی و رایحه خوشبوی به آب می‌دهد و معتقدند حمام کردن در شب بزرگ‌سال انسان را از بیماری به‌ویژه سرماخوردگی مصون می‌کند. این رسم امروزه به دلیل تغییر الگوی زندگی کم رنگ شده ولی هنوز در اکثر مناطق ژاپن طرفدارانی دارد. وزیر امور خارجه ایران در پیامی در توئیتر از ژاپنی‌ها به دلیل جشن گرفتن یلدا در دیدار رئیس‌جمهور ایران و نخست‌وزیر ژاپن سپاسگذاری کرد. در شب یلدای سال ۱۳۹۹ اکثر سفرای مقیم ایران شب یلدا را طی پیام توئیتری یا اینستاگرام و در سایتهای سفارتخانه به ایرانیان تبریک گفتند.

## شباهت یلدا با جشن‌های دیگر اقوام

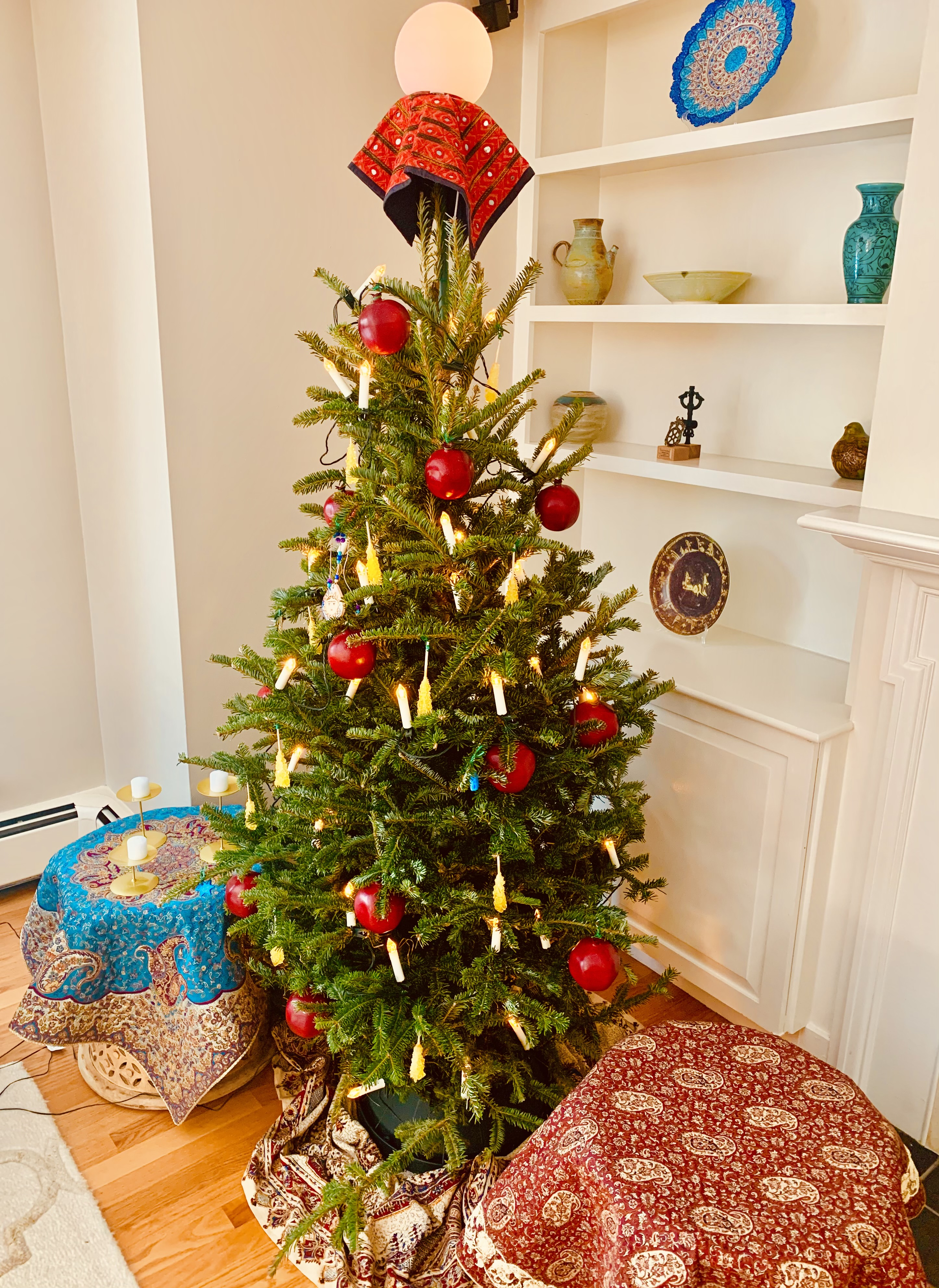
درختی تزئین شده به‌مناسبت یلدا؛ تقلیدی از درخت کریسمس.

جشن انقلاب زمستانی در بین دیگر اقوام باستان نیز رایج بوده است. در روم باستان و هم‌زمان با ترویج مسیحیت، پرستش سول اینویکتوس (خورشید شکست ناپذیر) ایزد پاگان رومی بسیار شایع بود و رومیان میلاد او را در زمان انقلاب زمستانی جشن می‌گرفتند. سول اینویکتوس در آیین میتراییسم رومی نیز نقشی ویژه داشت و حتی میتراس (معادل یونانی میترا ایزد باستان ایرانی) لقب خورشید شکست ناپذیر را داشت.
محققان معتقدند که مسیحیت غربی چارچوب اصلی خود را که به این دین پایداری و شکل بخشیده به مذاهب پیش از مسیحیت روم باستان از جمله میتراییسم مدیون است و برای نمونه تقویم کلیساها، بسیاری از بقایای مراسم و جشن‌های پیش از مسیحیت به‌خصوص کریسمس را در خود نگاه داشته است و کریسمس به عنوان آمیزه‌ای از جشن‌های ساتورنالیا و زایش میترا در روم باستان در زمان قرن چهارم میلادی با رسمی شدن آیین مسیحیت و به فرمان کنستانتین به عنوان زادروز رسمی مسیح در نظر گرفته شد. هنگام توسعهٔ آیین‌های رازوری در اروپا و سرزمین‌های تحت فرمانروایی امپراتوری روم و پیش از پذیرفتن آیین مسیحیت، رومیان هر ساله در روز ۱۷ دسامبر در جشنی به نام ساتورنالیا به سیاره کیوان (ساتورن)، ایزد باستانی زراعت، احترام می‌نهادند. این جشن تا هفت روز ادامه می‌یافت و انقلاب زمستانی را شامل می‌شد. از آنجا که رومیان از گاهشماری یولیانی در محاسبات خود استفاده می‌کردند روز انقلاب زمستانی به جای ۲۱ یا ۲۲ دسامبر حدوداً در ۲۵ دسامبر واقع می‌شد.
فرانتس کومون، باستان‌شناس بلژیکی و بنیان‌گذار میتراپژوهی مدرن و دیگر میتراپژوهان همفکر او مفاهیم آیین میتراییسم روم را کاملاً برگرفته از آیین مزدیسنا و ایزد ایرانی میترا (مهر) می‌دانند اما این ایده از دهه ۱۹۷۰ میلادی به بعد به شدت مورد نقد و بازبینی قرار گرفته است و اکنون به یکی از مسائل بسیار مجادله‌برانگیز در زمینه پژوهش ادیان در دنیای روم و یونان باستان تبدیل شده است. جشن تولد میترا تنها آئینی نیست که به مسیحیت راه پیدا کرده است. میان سنت‌های مسیحیان و آئین میتراییسم شباهت‌های زیادی وجود دارد. امروزه تمام مسیحیانی که تولد عیسی مسیح را جشن می‌گیرند هنوز هم در روز جشن شومینه و شمع‌هایشان را روشن نگاه می‌دارند، درخت کریسمس را با چراغ‌های کوچک نورانی تزئین می‌کنند، شب زنده داری می‌کنند و غذاهای مخصوص و ویژه می‌خورند؛ به دید و بازدید یکدیگر می‌روند و این مناسبت را در کنار دوستان و اقوامشان جشن می‌گیرند؛ درست نظیر همان سنتی که ایرانیان باستان در شب یلدا برگزار می‌کردند. کریسمس و یلدا تنها نمونه‌ای از بسیاری از باورها، آداب و رسوم، نمادها، داستان‌ها و افسانه‌های مشترکی هستند که مردم ملل مختلف و مذاهب مختلف را به هم پیوند می‌زنند.

## ثبت میراث فرهنگی و معنوی یونسکو

طرح گرافیکی از خوان شب چله. اثر هدی حدادی

جمهوری آذربایجان در پی آن بود تا یلدا که یکی از آئین‌های باستانی و ملی ایران با قدمتی چند هزار ساله است را با نام خود ثبت کند.
وزارت اطلاعات و فرهنگ افغانستان از ثبت شب یلدا/چله به گونه مشترک میان افغانستان و ایران در فهرست میراث‌های ناملموس فرهنگی جهان از سوی یونسکو خبر داد.
در روز ۹ آذر ۱۴۰۱ در جریان سومین روز از هفدهمین نشست «کمیتهٔ بین‌الدولی یونسکو برای پاسداری از میراث فرهنگی ناملموس» در شهر رباط مراکش مراسم یلدا/چله به عنوان میراث مشترک دو کشور ایران و افغانستان به ثبت جهانی رسید.

## یلدا در پیام مقامات سیاسی خارجی
مایکل پمپئو وزیر خارجه پیشین آمریکا روز ۳۰ آذر ۹۷ با انتشار یادداشت توئیتری شب یلدا را بر مردم ایران تبریک گفت و شعر نظامی گنجوی را به انگلیسی به این مناسبت منتشر کرد. «نظامی شاعر فارسی گفته است: در ناامیدی بسی امید است، پایان شب سیه سفید است.»

## حواشی

### تغییر نام شب یلدا
بر اساس تصویب شورای عالی انقلاب فرهنگی از سال ۱۴۰۳ شب یلدا با نام جدید «روز ترویج فرهنگ میهمانی و پیوند با خویشان» در تقویم رسمی کشور ثبت می‌شود. این تصمیم با واکنش‌های گسترده‌ای از سوی مردم مواجه شد که نشان می‌داد مردم ایران به این تغییر نام اهمیتی نمی‌دهند و به همان نام قدیمی و اصلی «شب یلدا» علاقه زیادی دارند.

### پویش یلدای مهربانی
در آستانه شب یلدای ۱۴۰۲ حبیب‌الله آسوده، معاون توسعه مشارکت‌های مردمی کمیته امداد امام خمینی از پویشی تحت عنوان «یلدای مهربانی» خبر داد و ادعا کرد که هدف این پویش جمع‌آوری کمک‌های مردمی برای خرید میوه و دادن آن به نیازمندان است. این اقدام با واکنش گسترده کاربران فضای مجازی همراه شد که از آن به عنوان «پویش یلدای گدایی» یاد کردند و آن را در راستای نابود کردن تلاش و کوشش در جامعه ایران و ارتقاء فرهنگ فقیر پروری در ایران بسیار مؤثر دانستند.

### ممنوعیت برگزاری جشن
اتاق اصناف مشهد برگزاری هرگونه جشن و دورهمی برای شب یلدا ۱۴۰۲ را ممنوع کرد.